# Rio Selho
O rio Selho, com uma extensão de 25 km que corre na direção sudoeste, desde o local da nascente, na Senhora do Monte, Monte de Gonça, concelho de Guimarães, atravessando  São Torcato e passando nas freguesias, entre outras, de São Lourenço de Selho, São Jorge de Selho, São Cristóvão de Selho, às quais empresta o nome e desagua em Serzedelo no Ave do qual é afluente pela margem esquerda. Passa também em Santiago de Baixo.